# Канакури, Сидзо
Сидзо Канакури (яп. 金栗 四三 Kanaguri Shisō or Kanakuri Shizō, 20 августа 1891 – 13 ноября 1983) — японский марафонец и один из ранних лидеров лёгкой атлетики в Японии, известный у себя на родине как «отец марафона».

## Биография
Сидзо Канакури родился в Тамане, Япония. Учился в Цукубском университете. В ноябре 1911 он участвовал в домашнем квалификационном отборе на предстоявшую Олимпиаду 1912, и   как сообщалось, пробежал марафонскую дистанцию за 2 часа, 32 минуты и 45 секунд, то есть перебил официально зарегистрированный на тот момент мировой рекорд в марафоне (но, вероятно, длина марафонского маршрута в Японии составляла всего около 40 км (25 миль). Историк Энди Милрой (Andy Milroy), работающий в ассоциации статистиков марафонских забегов (Association of Road Racing Statisticians), отметил, что «дистанция первого японского марафона, проведённого в 1911, составляла только 25 миль». Исследуя выступление Канакури, Милрой также указал, что «профессиональный мировой рекорд на дистанции 25 миль», составлявший 2 часа, 33 минуты и 42 секунды, был установлен британцем Лином Хёрстом (Len Hurst) 27 августа 1903 года. Канакури был одним из двух атлетов, которых Япония смогла отправить на игры.
Однако Канакури наиболее известен своим исчезновением во время марафонского забега на Олимпиаде 1912 в Стокгольме. Дорога в Стокгольм была непростой и заняла 18 дней — сначала на корабле, а потом на поезде через всю Транссибирскую магистраль — и ему нужно было 5 дней, чтобы восстановиться перед забегом. Забег проходил 14 июля в коммуне Соллентуна, в Швеции, при температуре выше 30 градусов, и более половины бегунов страдали от гипертермии. Канакури, ослабленный долгой дорогой из Японии и испытывавший проблемы с местной пищей, вероятно, потерял сознание на отметке 27 км, где, как считается, ему помогли местные жители. Смущённый своим поражением, он вернулся в Японию, не известив организаторов марафона. На протяжении следующих 50 лет шведскими журналистами он считался пропавшим без вести, пока в 1967 году они не обнаружили, что он всё это время жил в Японии и участвовал в нескольких подряд олимпийских марафонах. В 1967 с ним связалось шведское телевидение и предложило ему закончить забег. Он согласился и завершил марафон со временем 54 года, 8 месяцев, 6 дней, 5 часов, 32 минуты и 20,3 секунды, заметив: «Это было длинное путешествие. В пути я женился, у меня родилось шестеро детей и 10 внуков».
Несмотря на неудачу, Канакури был отобран для участия в следующих Летних Олимпийских играх 1916, которые были отменены из-за Первой мировой войны, и в Летних Олимпийских играх 1920, прошедших в Антверпене, Бельгия, где он пробежал марафон за 2 часа, 48 минут и 45.4 секунды, заняв 16-е место. Далее Канакури участвовал в Летней Олимпиаде 1924, где вновь сошёл с дистанции, не дойдя до финиша марафона. Канакури также известен своей ролью в учреждении эстафетных марафонских пробегов Hakone Ekiden в 1920 Начиная с 2004, главный приз этих соревнований называется в его честь.
Сидзо Канакури скончался 13 ноября 1983 года, в возрасте 92 лет, в своём родном городе Тамана в префектуре Кумамото, Япония.